# Astragalus semicircularis
Astragalus semicircularis är en ärtväxtart som beskrevs av Pei Chun Qiong Li. Astragalus semicircularis ingår i släktet vedlar, och familjen ärtväxter. Inga underarter finns listade i Catalogue of Life.